# Nicole Holofcener
Nicole Holofcener (New York, 22 marzo 1960) è una regista e sceneggiatrice statunitense.

## Biografia
Nata a New York City, figlia dell'artista Lawrence Holofcener e della scenografa Carol Joffe, i suoi genitori divorziarono quando lei aveva solo un anno. Quando aveva otto anni, sua madre sposò il produttore cinematografico Charles H. Joffe, che trasferì la famiglia a Hollywood. Il patrigno ha prodotto molti film di Woody Allen, e la Holofcener ha trascorso l'infanzia sui set di Allen. Joffe ha permesso alla figliastra di ottenere il suo primo lavoro nell'industria del cinema; assistente di produzione per il film di Woody Allen Una commedia sexy in una notte di mezza estate del 1982. Nel 1986 ha lavorato sempre per Allen come apprendista montatore per Hannah e le sue sorelle.
Ha studiato cinema alla Columbia University, e ha realizzato due cortometraggi dal titolo Angry e It's Richard I Love. Nel 1996 scrive e dirige il suo primo lungometraggio Parlando e sparlando, interpretato da Catherine Keener, Anne Heche, Todd Field, Liev Schreiber, successivamente dirige alcuni episodi della serie televisiva Sex and the City.
Nel 2001 dirige il suo secondo film Lovely & Amazing, con Catherine Keener, Brenda Blethyn e Emily Mortimer. Negli anni seguenti lavora nuovamente per la televisione, dirigendo episodi di serie televisive come Una mamma per amica e Six Feet Under. 
Nel 2006 la Holofcener dirige il suo terzo, Friends with Money, interpretato da Jennifer Aniston, Joan Cusack, Frances McDormand e, ancora volta, da Catherine Keener. Il film è stato presentato al Sundance Film Festival e ha ottenuto due candidature agli Independent Spirit Awards 2007, dove Frances McDormand ha vinto il premio come miglior attrice non protagonista.
Nel 2010 dirige Please Give, presentato in anteprima Sundance Film Festival e successivamente al Festival di Berlino. Il film segna la sua quarta collaborazione con Catherine Keener, sua attrice feticcio. Dopo aver diretto episodi per le serie televisive Enlightened e Parks and Recreation, dirige James Gandolfini e Julia Louis-Dreyfus nella commedia romantica Non dico altro.

### Vita privata
Dal 1993 al 2002 è stata sposata con Benjamin Allanoff. La coppia ha avuto due figli.

## Filmografia

### Regista
- Parlando e sparlando (Walking and Talking) (1996)
- Lovely & Amazing (2001)
- Friends with Money (2006)
- Please Give (2010)
- Non dico altro (Enough Said) (2013)
- La seconda vita di Anders Hill (The Land of Steady Habits) (2018)
- Mrs. Fletcher – miniserie TV, 1 puntata (2019)
- You Hurt My Feelings (2023)

### Sceneggiatrice
- Siete pronti? (Ready or Not) – serie TV, 5 episodi (1993-1994)
- Parlando e sparlando (Walking and Talking) (1996)
- Lovely & Amazing (2001)
- Friends with Money (2006)
- Please Give (2010)
- Non dico altro (Enough Said) (2013)
- Ogni cosa è segreta (Every Secret Thing), regia di Amy Berg (2014)
- Copia originale (Can You Ever Forgive Me?), regia di Marielle Heller (2018)
- La seconda vita di Anders Hill (The Land of Steady Habits) (2018)
- The Last Duel, regia di Ridley Scott (2021)
- You Hurt My Feelings, regia di Nicole Holofcener (2023)

### Attrice
- Rollercoaster to Hell, regia di Phillip R. Ford (1982) – cortometraggio
- Mi vida loca, regia di Allison Anders (1993)

### Produttrice
- The Last Duel, regia di Ridley Scott (2021)